# Lengyel Nándor
Lengyel Nándor,  (1914. június 6. – 1968. január 9.) magyar labdarúgó, edző.

## Játékosként
1929-ben igazolta le a KÉVE SE. 1931-től lett az Elektromos játékosa.

## Edzőként
1946-ban a Kábelgyár edzője volt.

## Fordítás
- Ez a szócikk részben vagy egészben  a   Nándor Lengyel című luxemburgi Wikipédia-szócikk fordításán alapul.  Az eredeti cikk szerkesztőit annak laptörténete sorolja fel. Ez a jelzés csupán a megfogalmazás eredetét és a szerzői jogokat jelzi, nem szolgál a cikkben szereplő információk forrásmegjelöléseként.